# De gerechtigheid van Trajanus en Herkenbald
De gerechtigheid van Trajanus en Herkenbald is een verdwenen meesterwerk van Rogier van der Weyden. Hij schilderde het gerechtigheidstafereel in 1436 voor het stadhuis van Brussel, waar het helaas werd vernield in de bombardementen van 1695. Het werk bestond uit vier bijna vierkante panelen, met zijden van 4,5 m. De eerste twee taferelen gingen over keizer Trajanus en de laatste twee over Herkenbald. Het schilderij hing in de Heeren raedtkamer, de zaal waar de Magistraat van Brussel bijeenkwam en recht sprak. Daar zag kardinaal Nicolaas van Cusa het in 1452. Hij werd vooral getroffen door het zelfportret dat Van der Weyden in het tweede paneel had verwerkt, met ogen die de toeschouwer overal leken te volgen. Ook Juan Calvete de Estrella zag de Gerechtigheid in 1549 en gaf er een uitgebreide beschrijving van in zijn reisverslag. Een visueel beeld ervan kan worden gevormd dankzij een wandtapijt dat rond 1450 naar het schilderij werd gemaakt, zij het in afwijkende proporties. Karel de Stoute verloor het aan de Zwitsers tijdens een veldslag en tegenwoordig hangt het in het Bernisches Historisches Museum. Rond 1480 maakte een anonieme Duitse tekenaar ook vier schetsen van de panelen, bewaard in de Bibliothèque nationale de France.

Het wandkleed gemaakt naar het schilderij, ca. 1450
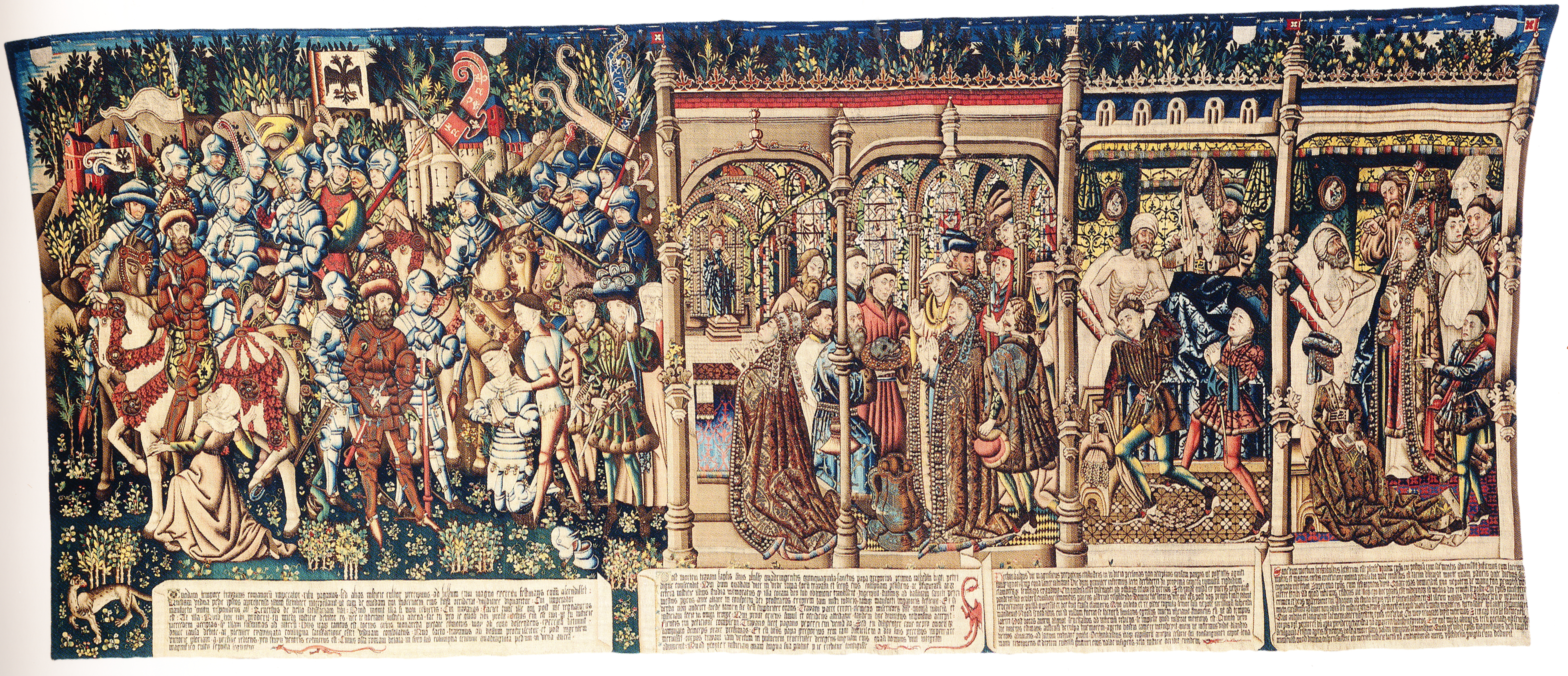

## Voetnoten
1. ↑  El felicíssimo viaje del muy alto y muy poderoso príncipe don Phelippe, ed. Paloma Cuenca Muñoz, 2001, p. 172-176